# Louis Grech
Louis Grech (født 22. marts 1947) er en maltesisk politiker fra Partit Laburista (Arbejderpartiet), der er medlem af Europa-Parlamentet, hvor han indgår i parlamentsgruppen S&D. Han blev første gang valgt i 2004 og genvalgt i 2009, men trådte ud før valgperiodens udløb 10. marts 2013, da han blev valgt til det maltesiske parlament. Arbejderpartiet opnåede absolut flertal. Som næstformand i partiet blev Grech udpeget til vicepremierminister i Joseph Muscats regering.